# Familia Urrutia
Urrutia es un apellido de origen español, más exactamente del País Vasco. La familia hace presencia en otros países de Latinoamérica como Chile, Perú, Ecuador, Colombia y México, entre otros.

### Origen
Es un apellido de origen Vasco.